# Tvrdonice
Tvrdonice település Csehországban, Břeclavi járásban. Tvrdonice Týnec, Kostice, Hrušky, Břeclav és Lanžhot településekkel határos. Lakosainak száma 2088 fő (2024. január 1.).

## Népesség
A település lakosságának változását az alábbi diagram mutatja:
| Lakosok száma | 1397 | 1795 | 2120 | 2204 | 2173 | 2050 | 2053 | 2088 | 2019 | 2088 |
|               | 1869 | 1900 | 1921 | 1961 | 1980 | 2011 | 2016 | 2019 | 2021 | 2024 |